# Pietro Claver
Pietro Claver (Verdú, 25 giugno 1581 – Cartagena, 8 settembre 1654) è stato un gesuita, missionario e santo spagnolo; beatificato nel 1850, è stato canonizzato da papa Leone XIII nel 1888.

## Biografia
Nacque a Verdú, in Catalogna, il 25 giugno 1581 da Pietro Claver ed Anna Sabocana, entrambi di nobile famiglia spagnola, e si laureò nell'Università di Barcellona. A vent'anni incominciò il noviziato nei gesuiti a Tarragona. Mentre studiava a Maiorca nel 1605, il portinaio del collegio, fra' Alfonso Rodriguez, pensando di essere ispirato da Dio, ritenne di conoscere quale dovesse essere la missione futura del suo giovane confratello e da quel momento in poi non smise mai di esortarlo a partire per evangelizzare i possedimenti spagnoli in America Latina. Pietro obbedì e nel 1610 sbarcò a Cartagena, in Colombia, dove per 44 anni fu missionario tra gli schiavi afroamericani in un periodo in cui ferveva la tratta degli schiavi. Educato alla scuola del missionario Alfonso de Sandoval, Pietro si dichiarò "æthiopum semper servus" ovvero "schiavo degli africani per sempre"; da persona timida e insicura delle proprie capacità, diventò un organizzatore caritatevole, ardito e ingegnoso. Ogni mese, quando veniva segnalato l'arrivo di nuovi schiavi, stipati nelle stive delle navi, Pietro usciva in mare con il suo battello per incontrarli, portando loro cibo, soccorso e conforto, guadagnandosi così la loro fiducia. Per insegnare a così tante persone che parlavano dialetti diversi, Pietro riunì a Cartagena un gruppo di interpreti di varie nazionalità e li fece diventare dei catechisti. Mentre gli schiavi stavano rinchiusi a Cartagena, aspettando di essere acquistati e destinati a differenti località, Pietro li istruiva e li battezzava. Nelle domeniche di Quaresima li riuniva, li interrogava riguardo alle loro necessità e li difendeva contro i loro oppressori. Questo lavoro causò a Pietro difficili prove e i mercanti di schiavi non erano i suoi soli nemici. Fu accusato di incauto zelo e di aver profanato i sacramenti, dandoli a creature che «a malapena possedevano un'anima». Le donne della buona società di Cartagena si rifiutavano di entrare nelle chiese dove Pietro aveva riunito i suoi "negri". I superiori di Pietro furono spesso influenzati dalle molte critiche che giungevano ai loro orecchi. Nondimeno Pietro continuò la sua missione, accettando tutte le umiliazioni e aggiungendo penitenze rigorose alle sue opere di carità. Gli mancava l'aiuto degli uomini, ma riteneva di ricevere forza da Dio. Durante la sua vita battezzò e istruì nella fede più di 300 000 neri. Morì a Cartagena l'8 settembre 1654.

## Il culto
Fu beatificato il 16 luglio 1850 da papa Pio IX e canonizzato nella Basilica Vaticana il 15 gennaio 1888 da papa Leone XIII, lo stesso giorno di Alfonso Rodríguez. La sua ricorrenza si celebra il 9 settembre. Il 7 luglio 1896 fu proclamato patrono di tutte le missioni cattoliche tra i neri. In suo nome è stata fondata nel 1909, dal giosefita Conrad Friedrich Rebesher, l'organizzazione di cattolici laici Cavalieri di Pietro Claver (Knights of Peter Claver).